# Mycomya carpinea
Mycomya carpinea är en tvåvingeart som beskrevs av Eberhard Plassmann och Vogel 1990. Mycomya carpinea ingår i släktet Mycomya och familjen svampmyggor. Inga underarter finns listade i Catalogue of Life.